# Closterium littorale
Closterium littorale  là một loài Song tinh tảo trong họ Desmidiaceae, thuộc chi Closterium.